# Cardigã

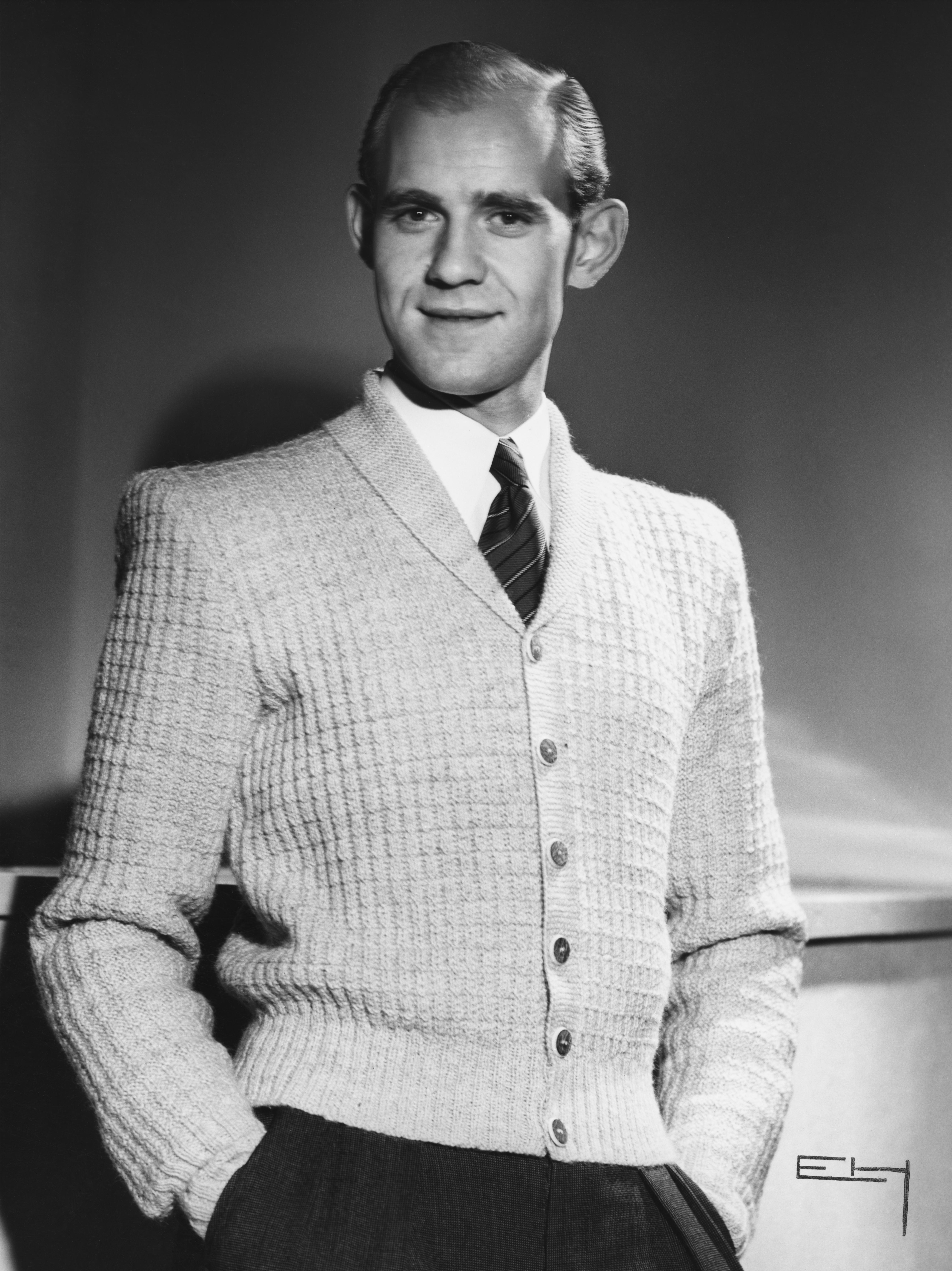
Um homem vestindo um cardigã.

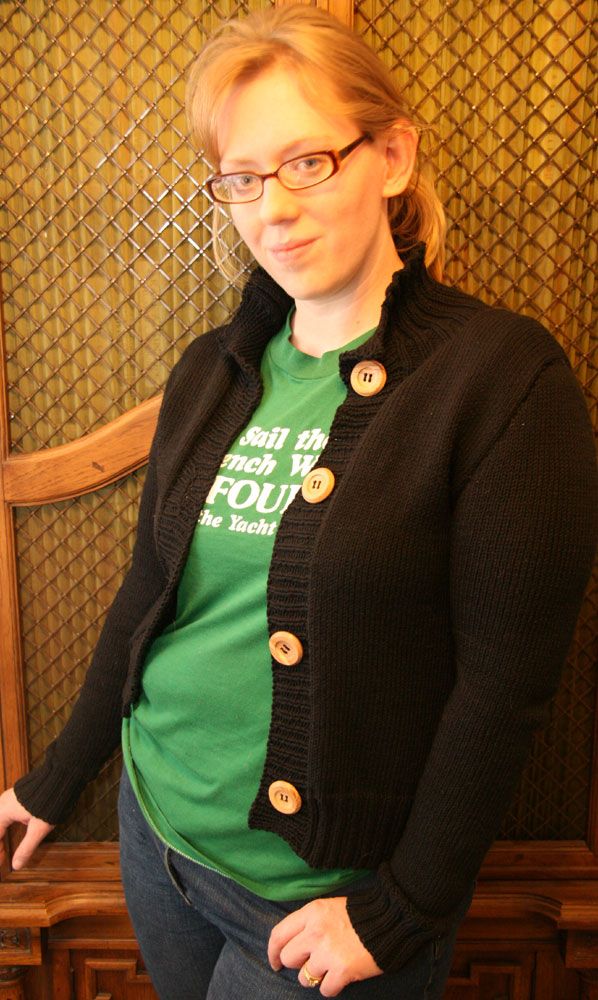
Fotografia de uma senhora com um cardigã.

Cardigã é uma peça de vestuário em lã abotoada na parte frontal.
Esta peça de roupa foi criada durante a primeira metade do século XIX por James Thomas Brudenell, no País de Gales. Militar na Guerra da Crimeia, sentia-se pouco à-vontade dentro do seu pulôver regulamentar, e costurou o seu próprio cardigã. Mais tarde, o cardigã viria a ser aperfeiçoado, passando pela adição de botões na parte frontal da peça de vestuário.